# Derevnja Utka
Derevnja Utka (Деревня Утка) è un film del 1976 diretto da Boris Alekseevič Buneev.

## Trama
Il film racconta di una ragazza di nome Olja, che trascorre le vacanze con sua nonna e apprende da lei che un brownie vive nella loro casa. Credendo questo, lo vide e trascorse tutte le sue vacanze con lui.